# Зюськова Ніна Анатоліївна
Ніна Анатоліївна Зюськова (3 травня 1952, Кальчик, Нікольський район, Сталінська область, Українська РСР) — українська легкоатлетка, олімпійська чемпіонка.
Золоту олімпійську медаль та звання олімпійської чемпіонки Ніна Зюськова виборола на московській Олімпіаді в естафеті 4 х 400 метрів у складі збірної СРСР.